# Mole Antonelliana

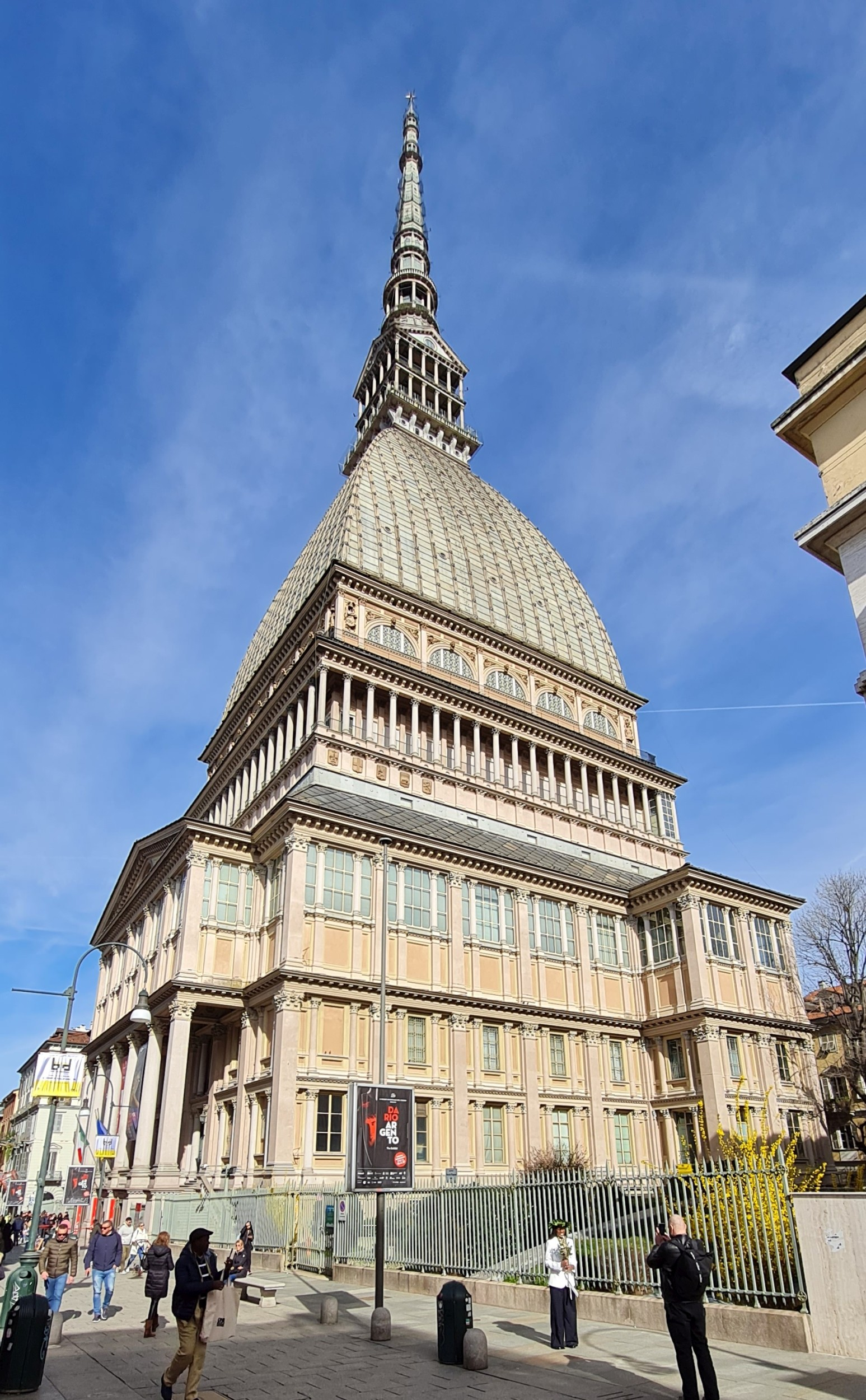
Mole Antonelliana.

Mole Antonelliana is een bekend gebouw in Turijn, Italië. Het gebouw is vernoemd naar Alessandro Antonelli, de architect die het gebouw heeft ontworpen. De bouw begon in 1863.
Het gebouw is te vinden op de achterkant van de Italiaanse euromunt van 2 cent.
Oorspronkelijk was het bedoeld als een synagoge, maar de relatie tussen Antonelli en de joodse gemeenschap was niet goed. Antonelli begon meteen met een serie wijzigingen aan het originele ontwerp, waaronder de hoogte 47 meter verhogen naar 113 meter. Deze veranderingen zouden een langere bouwtijd en meer geld kosten, dit vond de Joodse gemeenschap niks en de bouw werd gestopt in 1869. In 1873 werd de synagoge verder gebouwd, omdat deze nu ter ere van Victor Emanuel II zou zijn. Uiteindelijk is het gebouw 167 meter hoog geworden (548 voet).
Tegenwoordig zit in het gebouw het filmmuseum Museo Nazionale del Cinema. Het gebouw was tevens het logo van de Olympische Winterspelen 2006, net als het het officiële logo van de 2005 World Bocce Championships was en van de 2006 World Fencing Championships.